# Annick Vaxelaire-Pierrel
Annick Vaxelaire-Pierrel (ur. 19 lipca 1974 w Remiremont) – francuska biegaczka narciarska, zawodniczka klubu CV Vagney Rochesson.

## Kariera
Po raz pierwszy na arenie międzynarodowej Annick Vaxelaire-Pierrel pojawiła się 11 grudnia 1993 roku w Tauplitz podczas zawodów Pucharu Kontynentalnego. W zawodach tych zajęła dziewiąte miejsce w biegu na 5 km techniką klasyczną. W 1994 roku wzięła udział w mistrzostw świata juniorów w Breitenwang. Zajęła tam dwudzieste miejsce w biegu na 5 km techniką klasyczną i trzynaste na dystansie 15 km techniką dowolną. W Pucharze Świata zadebiutowała 20 grudnia 1994 roku w Sappada, zajmując 42. miejsce w biegu na 5 km stylem dowolnym. Pierwsze pucharowe punkty zdobyła blisko rok później – 29 listopada 1995 roku w Gällivare była trzydziesta w biegu na 10 km stylem dowolnym. Najlepsze wyniki osiągnęła w sezonie 1996/1997, który ukończyła na 25. pozycji. W 1998 roku wzięła udział w igrzyskach olimpijskich w Nagano, gdzie w swoim najlepszym indywidualnym występie, biegu na łączonym na 15 km zajęła 37. pozycję, a w sztafecie była jedenasta. Na rozgrywanych cztery lata później igrzyskach w Salt Lake City zajęła między innymi 24. miejsce w biegu na 15 km techniką dowolną. Kilkakrotnie startowała na mistrzostwach świata, najlepszy wynik indywidualny osiągając w 1999 roku, kiedy podczas mistrzostw świata w Ramsau była osiemnasta na dystansie 15 km stylem dowolnym. Startowała ponadto w cyklu FIS Marathon Cup, zajmując między innymi czwarte miejsce w klasyfikacji generalnej sezonu 2003/2004. Czterokrotnie stawała na podium maratonów, ale nigdy nie zwyciężyła. W 2004 roku zakończyła karierę.

## Osiągnięcia

### Igrzyska olimpijskie
| Miejsce | Dzień     | Rok  | Miejscowość    | Konkurencja             | Czas biegu  | Strata      | Zwyciężczyni      |
| ------- | --------- | ---- | -------------- | ----------------------- | ----------- | ----------- | ----------------- |
| 45.     | 8 lutego  | 1998 | Nagano         | 15 km stylem klasycznym | 46:55,4 min | +5:34,7 min | Olga Daniłowa     |
| 49.     | 10 lutego | 1998 | Nagano         | 5 km stylem klasycznym  | 17:37,9 min | +1:55,5 min | Łarisa Łazutina   |
| 37.     | 12 lutego | 1998 | Nagano         | 5+10 km bieg pościgowy  | 46:06,9 min | +3:50,1 min | Łarisa Łazutina   |
| 11.     | 15 lutego | 1998 | Nagano         | Sztafeta 4 × 5 km       | 55:13,5 min | +3:14,2 min | Rosja             |
| 24.     | 9 lutego  | 2002 | Salt Lake City | 15 km stylem dowolnym   | 39:54,4 min | +2:32,3 min | Stefania Belmondo |
| 19.     | 15 lutego | 2002 | Salt Lake City | 2 × 5 km bieg łączony   | 25:09,9 min | +1:24,2 min | Beckie Scott      |

### Mistrzostwa świata
| Miejsce | Dzień     | Rok  | Miejscowość   | Konkurencja             | Czas biegu  | Strata      | Zwyciężczyni                   |
| ------- | --------- | ---- | ------------- | ----------------------- | ----------- | ----------- | ------------------------------ |
| 30.     | 10 marca  | 1995 | Thunder Bay   | 15 km stylem klasycznym | 41:27,5 min | +4:52,8 min | Łarisa Łazutina                |
| 38.     | 12 marca  | 1995 | Thunder Bay   | 5 km stylem klasycznym  | 15:23,7 min | +1:47,9 min | Łarisa Łazutina                |
| 38.     | 14 marca  | 1995 | Thunder Bay   | 5+10 km pościgowy       | 43:19,6 min | +4:27,8 min | Łarisa Łazutina                |
| 25.     | 18 marca  | 1995 | Thunder Bay   | 30 km stylem dowolnym   | 15:23,7 min | +6:45,7 min | Jelena Välbe                   |
| 18.     | 21 lutego | 1997 | Trondheim     | 15 km stylem dowolnym   | 36:28,2 min | +2:16,4 min | Jelena Välbe                   |
| 54.     | 23 lutego | 1997 | Trondheim     | 5 km stylem klasycznym  | 13:32,7 min | +1:20,6 min | Jelena Välbe                   |
| 29.     | 24 lutego | 1997 | Trondheim     | 5+10 km pościgowy       | 39:13,5 min | +2:58,0 min | Stefania Belmondo Jelena Välbe |
| 7.      | 27 lutego | 1997 | Trondheim     | Sztafeta 4 × 5 km       | 56:40.2 min | +2:22,1 min | Rosja                          |
| 22.     | 22 lutego | 1999 | Ramsau        | 5 km stylem klasycznym  | 12:49,8 min | +1:13,2 min | Bente Skari                    |
| 22.     | 23 lutego | 1999 | Ramsau        | 5+10 km pościgowy       | 42:27,9 min | +3:25,7 min | Stefania Belmondo              |
| 9.      | 25 lutego | 1999 | Ramsau        | Sztafeta 4 × 5 km       | 53:05,9 min | +2:58,4 min | Rosja                          |
| 29.     | 27 lutego | 1999 | Ramsau        | 30 km stylem klasycznym | 1:29:19,9 h | +9:09,4 min | Łarisa Łazutina                |
| 45.     | 15 lutego | 2001 | Lahti         | 15 km stylem klasycznym | 43:54,8 min | +5:39,4 min | Bente Skari                    |
| 42.     | 18 lutego | 2001 | Lahti         | 10 km łączony           | 28:06,1 min | +3:06,6 min | Virpi Kuitunen                 |
| 41.     | 21 lutego | 2001 | Lahti         | Sprint stylem dowolnym  | 3:41.5 min  | –           | Pirjo Muranen                  |
| 26.     | 22 lutego | 2003 | Val di Fiemme | 10 km łączony           | 26:38,4 min | +59,3 s     | Kristina Šmigun                |
| 9.      | 24 lutego | 2003 | Val di Fiemme | Sztafeta 4 × 5 km       | 50:54,7 min | +2:11,3 min | Niemcy                         |
| 32.     | 28 lutego | 2003 | Val di Fiemme | 30 km stylem dowolnym   | 1:14:29,8 h | +7:01,6 min | Olga Zawjałowa                 |

### Mistrzostwa świata juniorów
| Miejsce | Dzień       | Rok  | Miejscowość | Konkurs                | Wynik       | Strata      | Zwyciężczyni     |
| ------- | ----------- | ---- | ----------- | ---------------------- | ----------- | ----------- | ---------------- |
| 20.     | 26 stycznia | 1994 | Breitenwang | 5 km stylem klasycznym | 16:20,2 min | +56,7 s     | Irina Składniewa |
| 13.     | 30 stycznia | 1994 | Breitenwang | 15 km stylem dowolnym  | 41:53,5 min | +3:15,6 min | Julija Czepałowa |

### Puchar Świata

#### Miejsca w klasyfikacji generalnej
- sezon 1994/1995: 65.
- sezon 1995/1996: 41.
- sezon 1996/1997: 25.
- sezon 1997/1998: 37.
- sezon 1998/1999: 37.
- sezon 2000/2001: 72.
- sezon 2001/2002: 93.
- sezon 2002/2003: 96.

#### Miejsca na podium
Vaxelaire-Pierrel nie stała na podium indywidualnych zawodów Pucharu Świata.

### FIS Marathon Cup

#### Miejsca w klasyfikacji generalnej
- sezon 2001/2002: 16.
- sezon 2002/2003: 9.
- sezon 2003/2004: 4.

#### Miejsca na podium
| Nr | Dzień      | Rok  | Zawody               | Dystans               | Czas biegu  | Strata      | Miejsce | Zwyciężczyni              |
| -- | ---------- | ---- | -------------------- | --------------------- | ----------- | ----------- | ------- | ------------------------- |
| 1. | 10 marca   | 2002 | Engadin Skimarathon  | 42 km stylem dowolnym | 1:34:48,5 h | +49,2 s     | 3.      | Brigitte Albrecht-Loretan |
| 2. | 9 marca    | 2003 | Engadin Skimarathon  | 42 km stylem dowolnym | 1:32:21,6 h | +1:28,3 min | 2.      | Natascia Leonardi Cortesi |
| 3. | 14 grudnia | 2003 | La Sgambeda          | 42 km stylem dowolnym | 1:44:41,4 h | +3:08,9 min | 3.      | Lara Peyrot               |
| 4. | 21 lutego  | 2004 | American Birkebeiner | 52 km stylem dowolnym | 2:23:31,0 h | +4:13,0 min | 3.      | Lara Peyrot               |